# Реллих, Франц
Франц Реллих (нем. Franz Rellich, 14 сентября, 1906-25 сентября 1955) — австрийско-итальянский математик.

## Биография
Родился 14 сентября 1906 года в Трамине (Южный Тироль).
С 1924 по 1929 годы учился в университете Граца и Геттингена, где в 1929 году получил учёную степень, защитив диссертацию «Verallgemeinerung der Riemannschen Integrationsmethode auf Differentialgleichungen n-ter Ordnung in zwei Veränderlichen» (Обобщение метода интегрирования Римана на дифференциальные уравнения n-го порядка двух переменных).
В 1933 году он получил должность приват-доцента в Геттингенском университете, из которого был вскоре (1934) уволен из-за своей позиции по отношению к нацизму и теплых отношений с Р. Курантом.
В 1934 году он стал приват-доцентом в Марбурге, а затем и профессором в Дрездене. С 1942 по 1945 годы был ординарным профессором в Дрездене. После войны он возглавил математический институт в Гёттингене. Реллих скончался 25 сентября 1955 года в возрасте 49 лет.
Партийность: 1937 NSV, 1937—1940 Reichskolonialbund, 1940 NSDoB (Nationalsozialistischer Dozentenbund), 1940 Reichsluftschutzbund

## Научные интересы
Основные работы Реллиха относятся к математической физике: он дал строгое обоснование теории возмущений и начал исследование спектральных свойств областей с некомпактной границей, впервые указав существование ловушечных мод.
Особняком стоит работа 1940 года, в которой установлена теорема Реллиха о целых решениях дифференциального уравнения — удивительный и простой результат, остававшийся незамеченным в XIX веке.